# フランクリン・エジャートン
フランクリン・エジャートン（英: Franklin Edgerton、1885年7月24日 – 1963年12月7日）は、アメリカ合衆国の言語学者、インド学者。
サンスクリットと比較言語学の研究で知られる。

## 生涯と業績
エジャートンはアイオワ州 Le Mars で生まれた。弟のウィリアム・フランクリン・エジャートン(1893-1970)はエジプト学者。
1905年にコーネル大学を卒業した後、ミュンヘン大学とイェーナ大学で1年間学んだ。帰国後、ジョンズ・ホプキンス大学で比較言語学とサンスクリットを研究し、1909年に博士の学位を得た後、同大学で教えた。1913年からはペンシルバニア大学でサンスクリットを教えた。1926年からはイェール大学の教授に就任した（1953年に退官）。
比較言語学の分野に関して、エジャートンはジーフェルスの法則を発展させたことで知られる。
エジャートンは師のモーリス・ブルームフィールドおよびマレー・バーンソン・エメノーと共著で『Vedic Variants』(1930,1932,1934)を出版した。
エジャートンは『パンチャタントラ』『獅子座三十二話』原本復元の研究や、『バガヴァッド・ギーター』の翻訳でも知られる。
エジャートンは1953年に『仏教混交サンスクリット文法および辞典』(2冊)および『仏教混交サンスクリット読本』を出版した。これらの本は仏教混交サンスクリットを研究する上の基本的な著作となっている。
エジャートンは1924年のアメリカ言語学会創立時からの会員であり、1934年には会長をつとめた。1928年から1929年にかけてアメリカ東洋学会の会長をつとめた。